# Seirocastnia praefecta
Seirocastnia praefecta là một loài bướm đêm trong họ Noctuidae.